# Örs vezér tere
Az Örs vezér tere (olykor Örs vezér tér) Kelet-Pest egyik nagy forgalmú csomópontja. A Kerepesi út, a Nagy Lajos király útja és a Fehér út találkozásánál. Északi oldalán a Budapest XIV., a délin Budapest X. kerületét a Kerepesi út választja el egymástól. Az M2-es metróvonal illetve a H8-as és H9-es HÉV, valamint számos busz- és trolibusz-vonal végállomása. A téren keresztülhalad több villamosjárat is (azonos nyomvonalon).

## Fekvése
Határai: Nagy Lajos király útja 1., Örs vezér útja 2. és 1., Kőszeg utca 2. és 1., Füredi utca 2. és 1., Zalán utca 2. és 1., Kántorné sétány, Kerepesi út 82., Gyakorló köz 1. és 7., Fehér út, Bánki Donát utca 2., Nagy Lajos király útja 2.

## Története

A tér zuglói oldala az 1970-es évek elején, a csomópont kiépítése után. Az északi oldali buszvégállomás mögötti üres területen ma a Sugár üzletközpont áll. A háttérben Kőbánya gyártelepei.

A tér 1932-ben kapta a nevét. A korabeli helyesírás szerint Eörs vezér tere formában Örs vezér után, aki fia volt a történelmi hét vezér egyikének. A tér nevét 1970-ben változtatták a jelenlegi alakra. (Ekkor csak a név írásmódja változott meg, a név és a jelleg egyébként azóta is változatlan. Gyakran szokták a teret tévedésből Örs vezér térnek nevezni, de a hivatalos név Örs vezér tere.) 1953-1961 között épült fel az első lakótelep. Jellegzetes szocreál stílusban, jelentős építészeti értéket képviselve, a mai metróállomással átellenben, a Kerepesi út és Pillangó utca mentén. A főúthoz és a térhez tágas parkkal kapcsolódik. Az alig beépített, csendes, kertvárosias, „peremvidéki” jellegű útkereszteződéshez elsőként a Nagy Lajos király útján haladó 68-es villamos végállomása érkezett meg 1960-ban. Ezt követte a Fehér út torkolatában a 13-as villamos hurokvégállomása 1963-ban. A 2-es metró végállomásának 1970-es átadását követően vált forgalmas csomóponttá és veszítette el az addigi külvárosi jellegét.
Az 1888 óta eredetileg a Keleti pályaudvarig közlekedő H8-as HÉV belső végállomását áthelyezték ide. Kiszélesítették a Kerepesi utat és a zuglói oldalon  1967-1978 között több ütemben felépült a Füredi utcai lakótelep, a kőbányai oldalon pedig 1976-1986 között a Gyakorló utcai panelházas lakótelep. Az eredetileg a Népstadionig (az állomás mai neve Puskás Ferenc Stadion metróállomás, a stadioné Puskás Ferenc Stadion) tervezett 2-es metrót a környékbeli lakótelep építkezések révén ide költöző több ezer ember miatt hosszabbították meg még az átadása előtt.
1980. október 29-én a téren nyílt meg Magyarország első, nyugat-európai stílusban felépített üzletközpontja, a SUGÁR Üzletközpont. Mögötte 1987-1990 között épült fel az első magyarországi Ikea bútoráruház, amit 2002-2003 között bővítettek ki. (A két áruház közé ekkor épült a mélygarázs és fölé a közkedvelt parkosított sétatér.) A Sugárt 2004-2007 között kívül-belül korszerűsítették, a korábban irodáknak helyet adó második szinten is üzleteket alakítottak ki, ahol többek között megnyitották a környék egyetlen moziját, a Sugár Cinemas mozit. 2001-ben indult meg a teret észak-déli irányban átszelő 3-as villamos és hosszabbították meg Kőbányáig a 62-est. (Az új 3-as viszonylat a korábbi 13-as és 63-as járatok összekapcsolásával jött létre.) A Sugárral szemben – a Fehér út metró felöli oldalára költöztetett déli buszvégállomás helyén – 2002-ben adták át az Árkád bevásárlóközpontot. A hátsó bővítését Árkád 2-nek nevezték el és 2013. március 20-án adták át.
A tér összképének egy részét évtizedekig meghatározó, jellegzetes M alakú metróvégállomás-épületet 2007-ben bontották le, a helyére új végállomást építettek. Ekkor ismét felszínre került az a 2-es metró átadása óta húzódó vita a metró és a H8-as HÉV összekötéséről a keleti agglomerációs települések, területek közlekedésének javítására. A kivitelezésre már számos terv született, azonban még egyik sem valósult meg.

### Híres lakói
- Kaján Tibor (1921–2016) grafikus, karikaturista (11–14.)

## Megközelítés tömegközlekedéssel
- Metró:
- HÉV:
- Villamos:  3, 62, 62A
- Trolibusz:  80, 81, 82, 82A
- Busz:  10, 31, 32, 44, 45, 67, 85, 85E, 97E, 131, 144, 161, 161A, 161E, 168E, 169E, 174, 176E, 231, 231B, 244, 261E, 276E, 277
- Éjszakai busz:  907, 908, 908A, 931, 931A, 956, 990
- Helyközi busz:  410, 419, 430, 440, 441, 484, 485, 486, 505, 508, 509, 510
- Távolsági busz:  1040, 1049, 1070, 1075, 1077, 1078

## Galéria

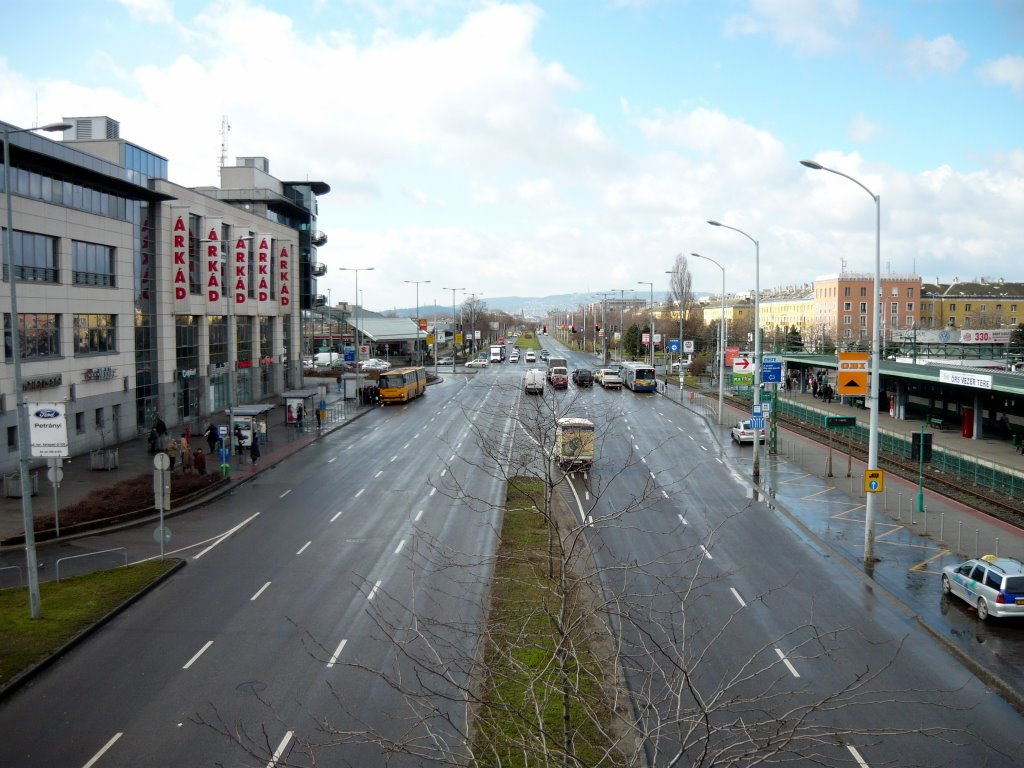
A Kerepesi út: jobbra a H8-as és H9-es HÉV végállomása, balra az Árkád bevásárlóközpont
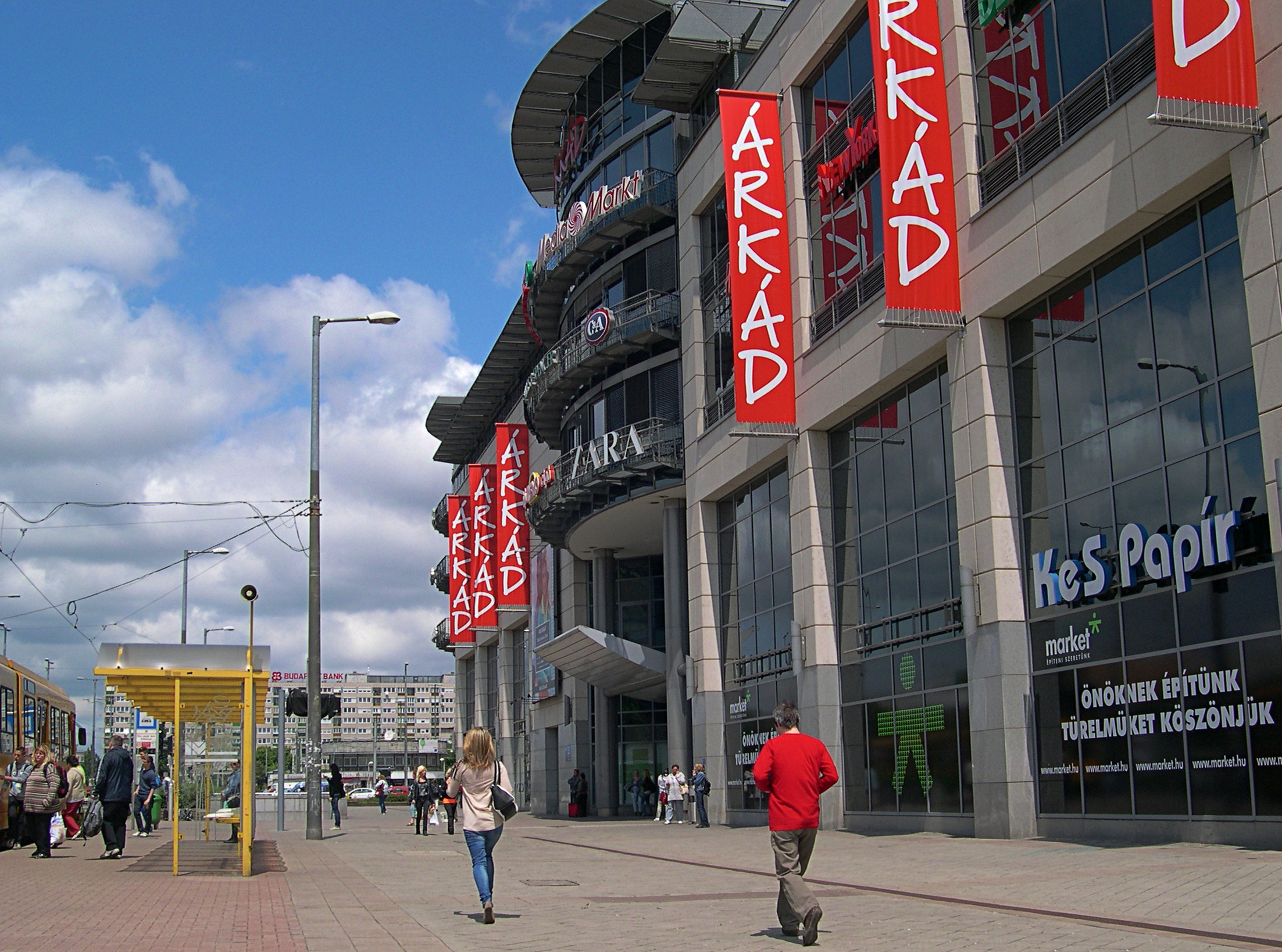
Árkád bevásárlóközpont
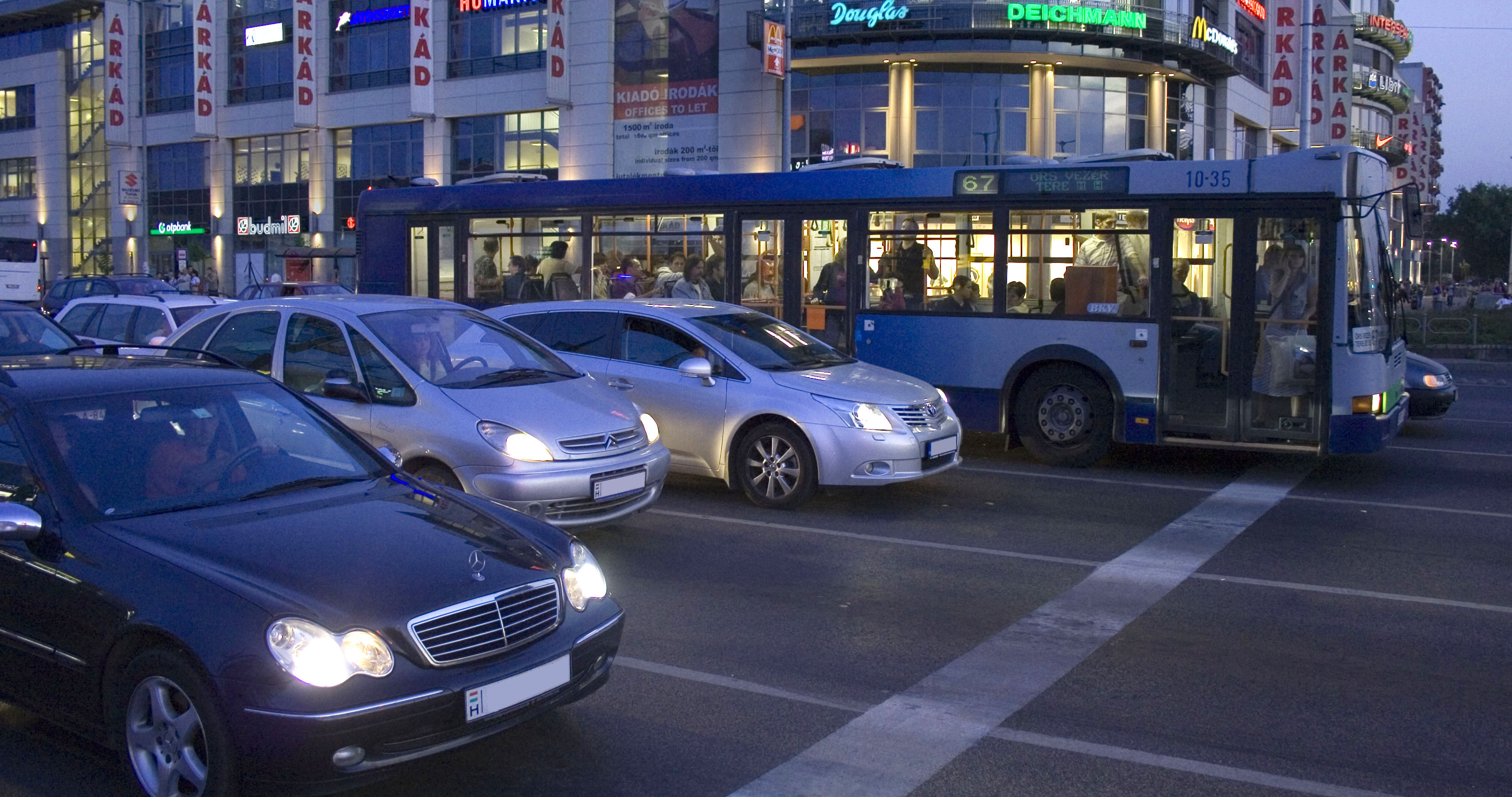
Kora esti forgalom a Kerepesi úton
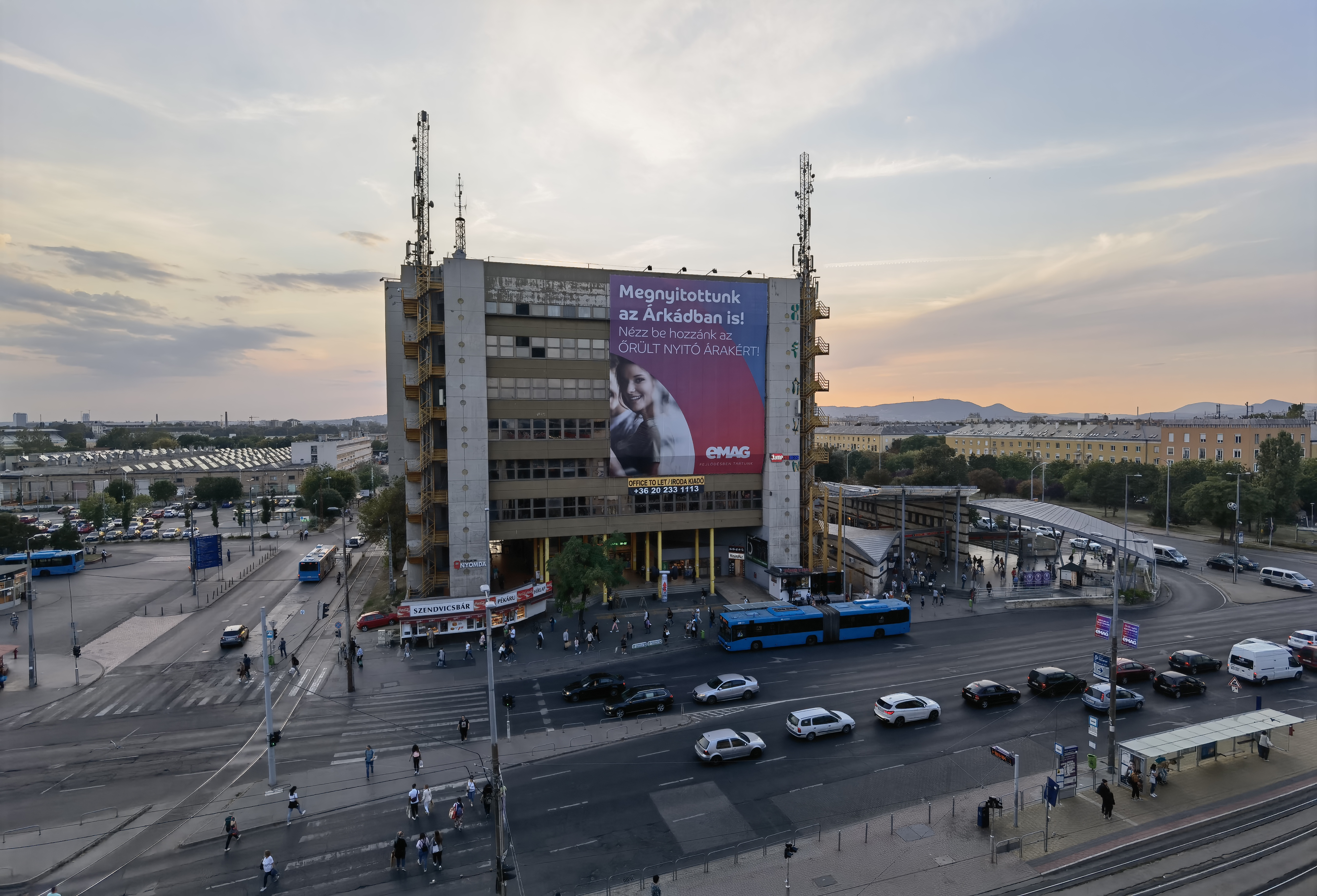
A volt BKV irodaház
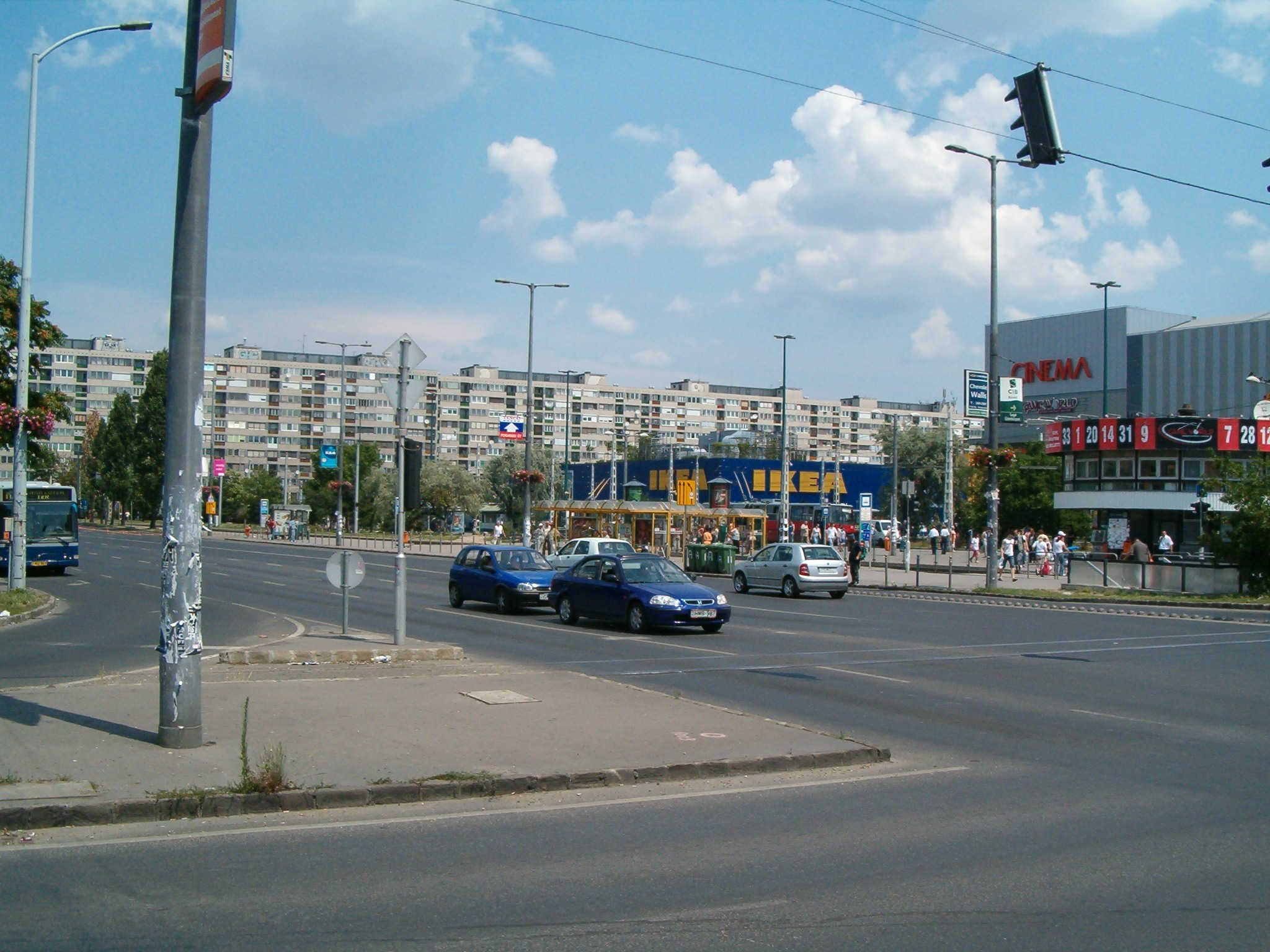
A tér zuglói oldala a metróállomás felől, a háttérben az Sugár üzletközpont és az IKEA bútoráruház
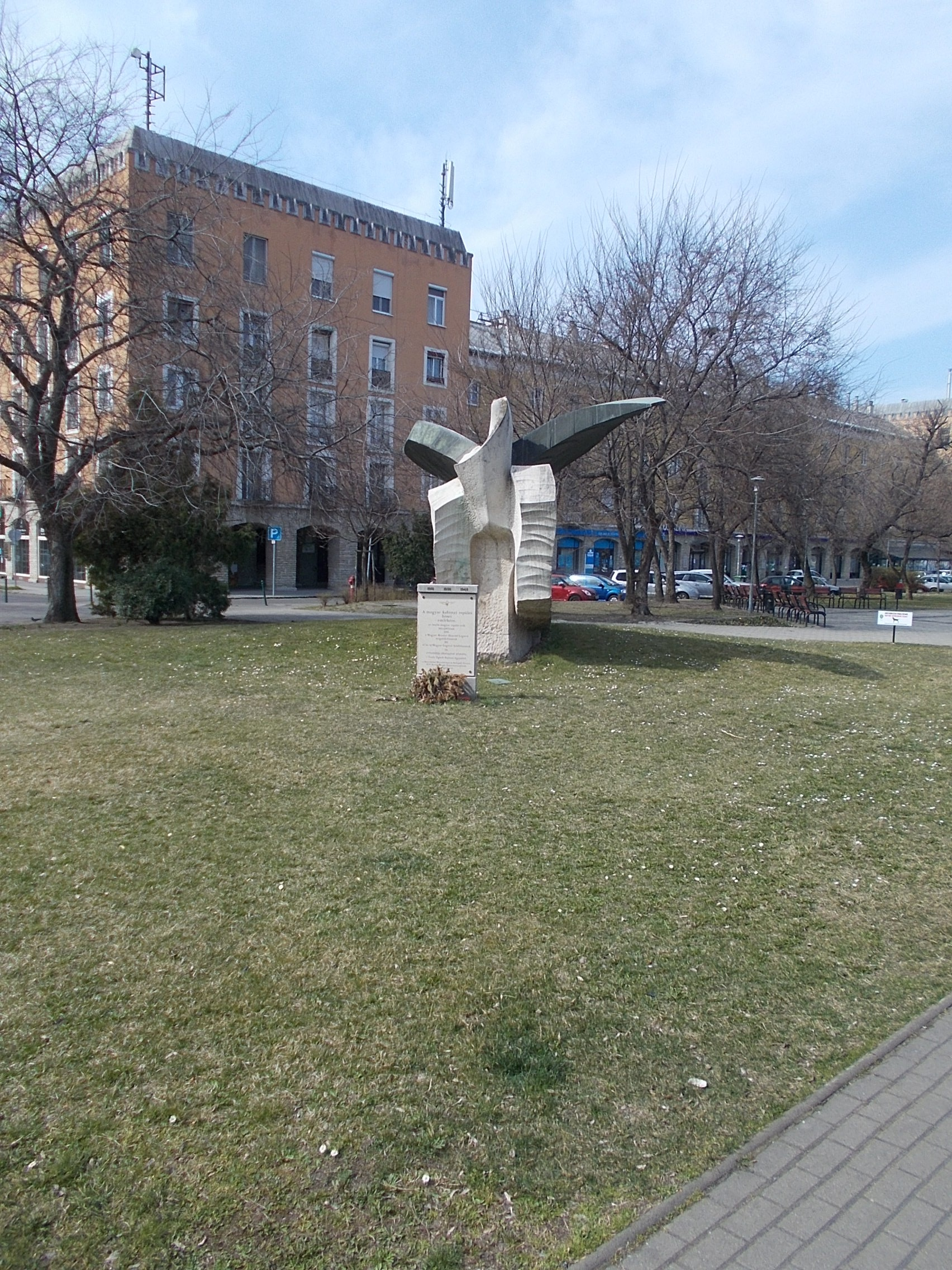
A tér szocreál lakótelep felöli sarkában Illés Gyula 1987-ben felavatott szobra a magyar repülés rákosmezei úttörőinek állít emléket
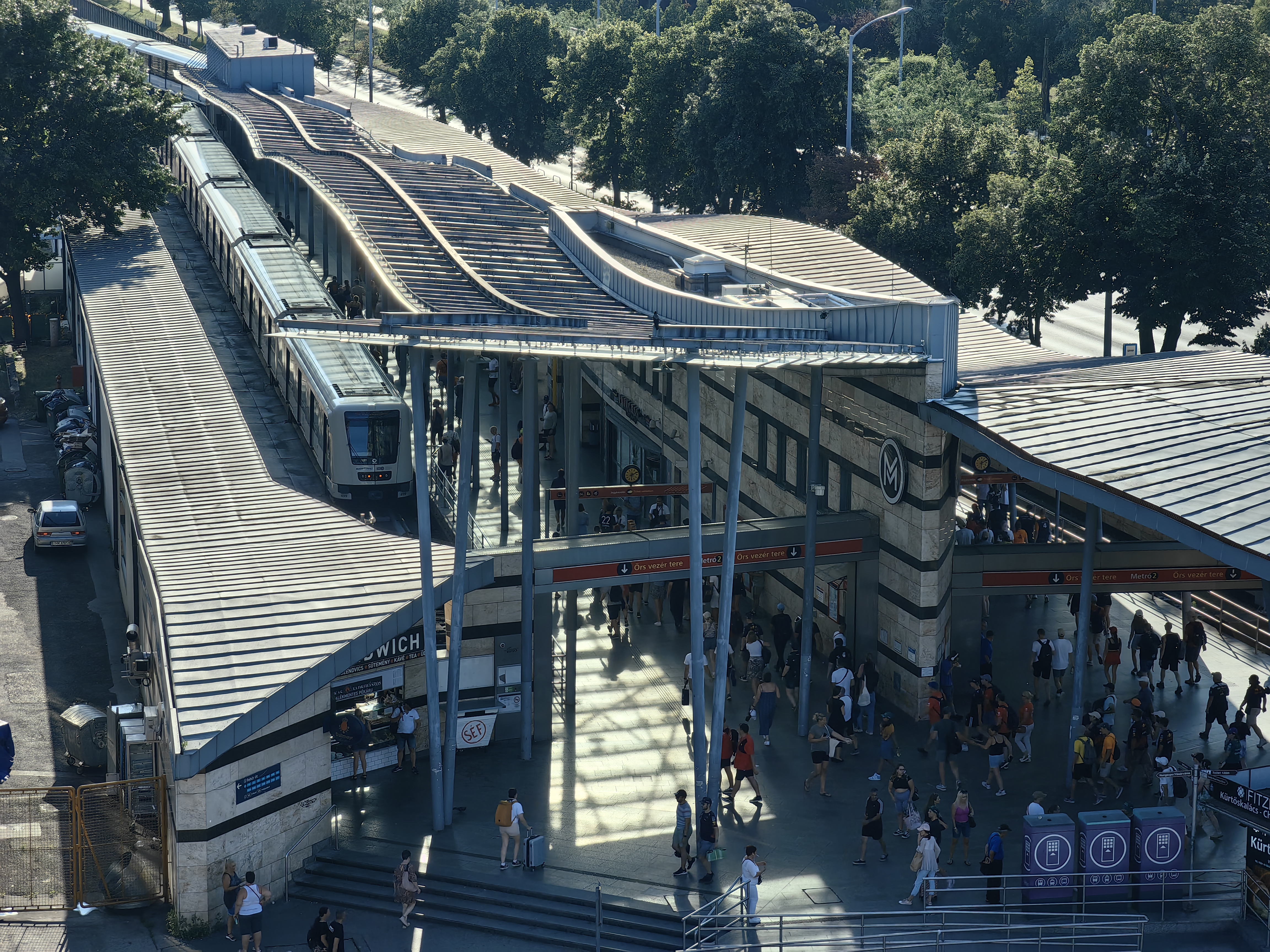
Metróállomás
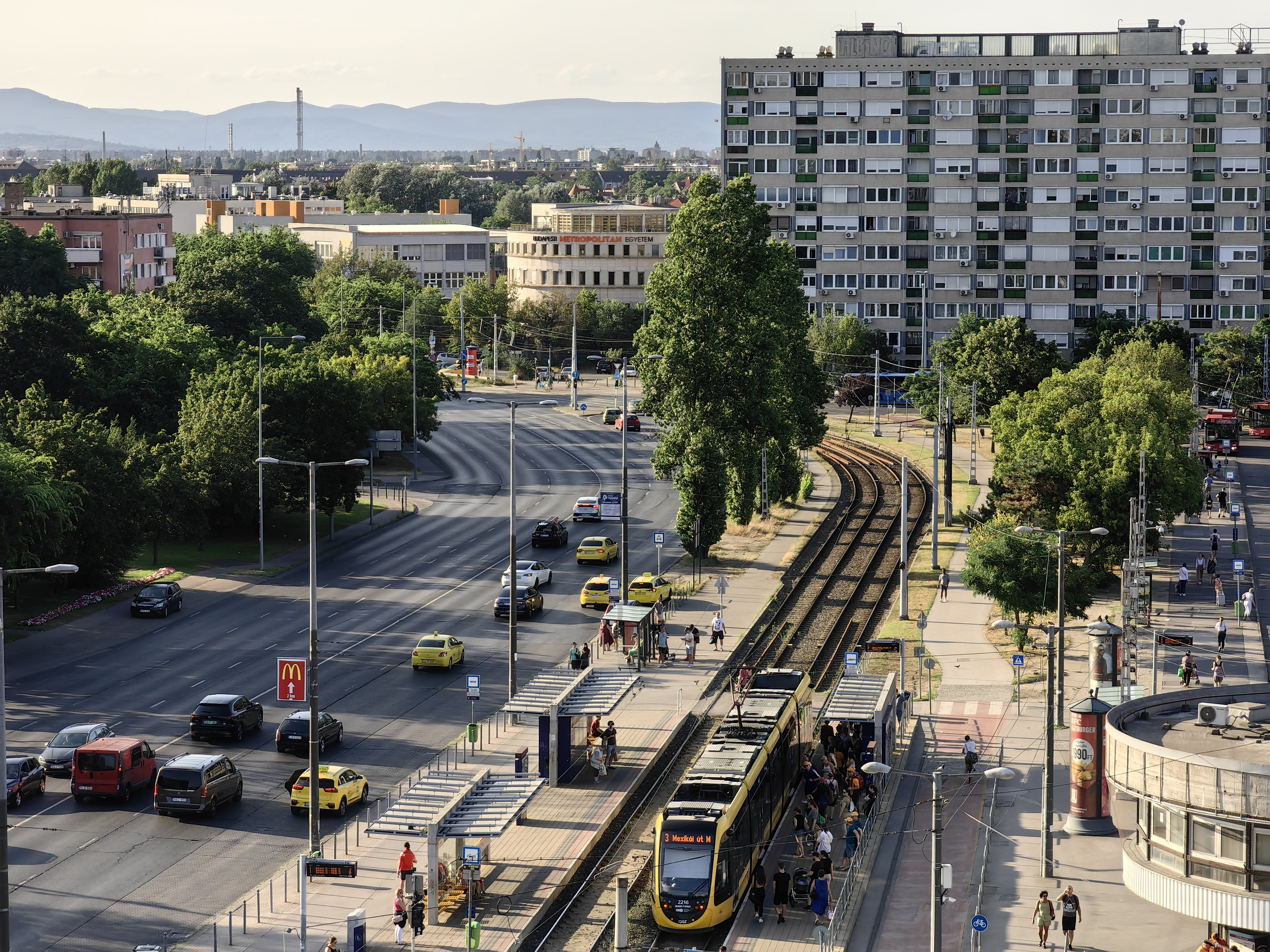
3-as villamos
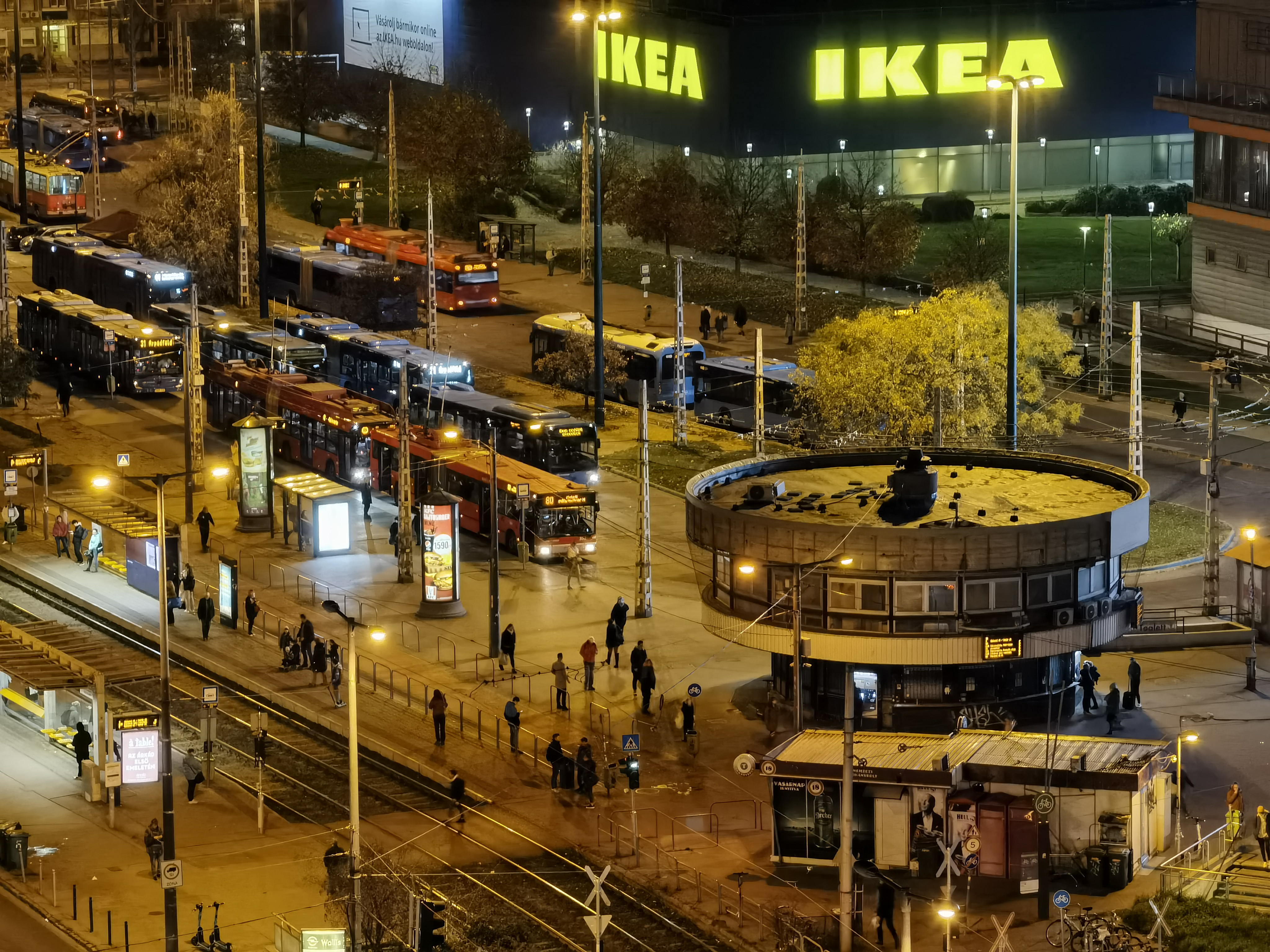
Buszvégállomás (Zugló)